# Ulrich Deparade
Ulrich Deparade (* 23. Januar 1954) ist ein ehemaliger deutscher Fußballspieler, der für den Halleschen FC Chemie und Einheit Wernigerode in den 1970er Jahren Zweitligafußball spielte. Er ist mehrfacher DDR-Junioren-Nationalspieler.

## Sportliche Laufbahn
Als 17-Jähriger tauchte Ulrich Deparade erstmals im DDR-weiten Fußballgeschehen auf, als er 1971 drei Länderspiele mit der DDR-Junioren-Nationalmannschaft drei Länderspiele bestritt. Dabei wurde er als Stürmer eingesetzt.
Bis 1972 spielte Deparade in der Juniorenmannschaft des Halleschen FC Chemie (HFC). Zur Saison 1972/73 wurde er in den Kader der 2. Mannschaft des HFC aufgenommen, die in der zweitklassigen DDR-Liga spielte. In den 22 Ligaspielen wurde er 17-mal ebenfalls im Angriff eingesetzt und erzielte vier Tore. Da die 1. Mannschaft am Saisonende aus der Oberliga abgestiegen war, musste der HFC II in der drittklassigen Bezirksliga Halle antreten. Die 1. Mannschaft schaffte den sofortigen Wiederaufstieg, an dem Deparade mit vier Einsätzen in der DDR-Liga und einem Tor beteiligt war. In der Bezirksligamannschaft war er weiterhin Stammspieler, der HFC II verpasste jedoch den Wiederaufstieg. Auch 1974/75 gehörte Deparade weiter zum Bezirksliga-Aufgebot. Diesmal wurde die Mannschaft Bezirksmeister und stieg wieder in die DDR-Liga auf. Deparade blieb weiter für die 2. Mannschaft vorgesehen, und mit seinen 18 Einsätzen und sechs Toren war er maßgeblich daran beteiligt, dass der HFC II 1976 in der Liga Staffelsieger wurde. 
Zur Saison 1976/77 wurden die 2. Mannschaften in der DDR-Liga aufgelöst und spielten anschließend in der neu gegründeten Nachwuchsoberliga. Da Deparade mit 22 Jahren dort nicht mehr spielberechtigt war, wechselte er zum DDR-Ligisten Einheit Wernigerode. Nachdem er bis zum 6. Spieltag nur zweimal als Einwechselspieler aufgeboten worden war, eroberte er sich anschließend als Linksaußenstürmer einen Stammplatz in der Ligamannschaft. So kam er bis zum Saisonende in den 22 Ligaspielen auf 19 Einsätze, erzielte aber nur zwei Tore. Auch in der Saison 1977/78 gehörte Deparade zum Spielerstamm in der Ligamannschaft von Einheit Wernigerode. Er wurde diesmal in 20 Ligaspielen eingesetzt, kam jedoch nur einmal zum Torerfolg. 
Im Aufgebot des DDR-Ligisten Einheit Wernigerode für die Spielzeit 1978/79 wurde Ulrich Deparade nicht mehr aufgeführt und kam in der Mannschaft auch nicht mehr zum Einsatz. Da er auch an anderer Stelle und in späterer Zeit nicht mehr im höherklassigen Fußball in Erscheinung trat, war in diesem Bereich für den 24-Jährigen 1978 die Karriere beendet. So bleibt für den ehemaligen Junioren-Nationalspieler eine Bilanz von nur 78 Einsätzen in fünf DDR-Liga-Spielzeiten, in denen er 14 Tore erzielte.